# Instrumentál
Instrumentál (zkratka INS nebo INSTR, česky též nástrojník) je mluvnický pád. Často vyjadřuje příslovečné určení způsobu; jméno v instrumentálu vyjadřuje nástroj nebo způsob, jakým probíhá slovesný děj.

## Instrumentál v češtině
V češtině je 7. pádem v pořadí (otázky jsou kým, čím?). V instrumentálním významu je bezpředložkový, pojí se s ním také předložky s a mezi.

### Substantiva
Přehled instrumentálů substantiv podle jednotlivých vzorů:
Mužský rod
- pán – pánem, pány
- hrad – hradem, hrady
- muž – mužem, muži
- stroj – strojem, stroji
- předseda – předsedou, předsedy
- soudce – soudcem, soudci

Ženský rod
- žena – ženou, ženami
- růže – růží, růžemi
- píseň – písní, písněmi
- kost – kostí, kostmi

Střední rod
- město – městem, městy (j. č., mn. č.)
- moře – mořem, moři
- kuře – kuřetem, kuřaty
- stavení – stavením, staveními

### Ostatní jména
K některému z uvedených vzorů lze obvykle přiřadit instrumentál přídavných jmen (mladým, mladou, mladými, jarním, jarními), podobně se chovajících řadových číslovek (prvním, první, druhým, druhou), zájmen (mnou, námi, jím/s ním, jí/s ní) i základních číslovek (jedním, jednou, třemi, deseti, stem).